# 黒田歩美夏
黒田ふみか（Fumika、ふみか、歩美夏、8月20日）は、日本のタレント、リポーター、ラジオパーソナリティ、モデル、フリーアナウンサー。熊本県熊本市出身。

## 概要
熊本県出身。福岡県在住。大学入学時ヘアモデルをきっかけにモデル事務所に所属し、某飲料メーカーのホームページや学生服モデル等で活躍。大学卒業後、外車のディーラーに勤めた後、もっと自分の声で世の中に物事を伝える事ができたらとアナウンスを学ぶ。周りから愛されやすいキャラクターを活かし、ラジオパーソナリティーやMC、アナウンスやe-スポーツの実況等の声を使う仕事や某企業のCM、モデルなど多種多彩に活躍する。

## 人物
趣味・特技は食べ歩き、体を動かすこと、寝ること。好きな食べ物は、苺、トマト、辛いもの等の赤い食べ物。明るく天真爛漫で、自分の声を通して人間パワースポットでありたいと思っている。
また身長がそんなに高くなくても、モデルの仕事ができるという希望を伝えたいと思っている。人見知り体質だが、仕事となると誰とでも明るく楽しく話す事ができ、コミュニケーション能力の高さを感じる。
食べることが大好きで見かけによらず沢山食べる。癒しは旅行やゴルフや釣り。

## 経歴
【MC・司会・実況】
- 九州国立博物館夢ステージMC
- メルセデスベンツPRイベントMC
- ラグビー教室MC
- MAZDA大商談会アナウンス
- e-スポーツ実況

他
【CM・モデル】
- イオン九州大感謝祭ＣＭ
- 爽健美茶旅紀行HPモデル
- 九州ビジネスチャンネル美人カレンダー

他
【テレビ・ラジオ】
- FMラジオパーソナリティ
- KBCラジオ 夜もニコニコ ラー麦情報局リポーター
- NHKはっけんテレビラー麦女子部
- j:com「ワンハンTV」

他

## 雑誌
- No!(エヌオー出版)
- 福岡Walker(角川書店)
- with girls として所属(講談社)